# Karol Linetty
Karol Linetty, né le 2 février 1995 à Żnin en Pologne, est un footballeur international polonais. Il évolue au poste de milieu de terrain au Torino FC.

## Biographie

### Carrière en club

#### Lech Poznań (2012-2016)
Né à Żnin en Pologne, Karol Linetty est formé par le Lech Poznań. C'est avec ce club qu'il joue son premier match en professionnel, le 2 novembre 2012, lors d'une rencontre de championnat face au Wisła Cracovie. Il entre en jeu à la place de Szymon Drewniak et son équipe s'impose par un but à zéro.

#### Sampdoria (depuis 2016)
Le 29 juillet 2016, il s'engage avec la Sampdoria pour 5 ans pour le montant de 3,5 millions d'euros.

#### Torino FC
Le 26 août 2020, Karol Linetty est transféré au Torino FC et signe un contrat de quatre ans. Il joue son premier match sous ses nouvelles couleurs le 19 septembre 2020, lors de la première journée de la saison 2020-2021, contre l'ACF Fiorentina. Il est titularisé et son équipe s'incline (1-0). Il inscrit son premier but sous ses nouvelles couleurs le 23 octobre 2020, lors d'une rencontre de championnat contre l'US Sassuolo. Il est titularisé et les deux équipes se neutralisent ce jour-là (3-3).

### En sélection
Karol Linetty honore sa première sélection avec l'équipe nationale de Pologne lors d'une rencontre face à la Norvège le 18 janvier 2014. Il est titulaire ce jour-là et se distingue en inscrivant également son premier but en sélection, participant ainsi à la victoire de son équipe (3-0).
Il figure dans la liste des 26 joueurs polonais retenus pour participer à l'Euro 2020. Durant cette compétition, il ouvre le score lors du match d'ouverture des polonais face à la Slovaquie sur une passe de Maciej Rybus. Néanmoins malgré son but, les polonais s'inclineront 2-1. 

## Statistiques
| Saison                | Club                  | Championnat           | Championnat | Championnat | Coupe(s) nationale(s) | Coupe(s) nationale(s) | Supercoupe | Supercoupe | Compétition(s) continentale(s) | Compétition(s) continentale(s) | Compétition(s) continentale(s) | Pologne | Pologne | Total | Total |
| Saison                | Club                  | Division              | M.          | B.          | M.                    | B.                    | M.         | B.         | Comp.                          | M.                             | B.                             | M.      | B.      | M.    | B.    |
| 2012-2013             | Lech Poznań           | Ekstraklasa           | 14          | 0           | 0                     | 0                     | -          | -          | -                              | -                              | -                              | -       | -       | 14    | 0     |
| 2013-2014             | Lech Poznań           | Ekstraklasa           | 28          | 1           | 0                     | 0                     | -          | -          | -                              | -                              | -                              | 4       | 1       | 32    | 2     |
| 2014-2015             | Lech Poznań           | Ekstraklasa           | 23          | 2           | 5                     | 3                     | -          | -          | C3                             | 1                              | 0                              | 2       | 0       | 31    | 5     |
| 2015-2016             | Lech Poznań           | Ekstraklasa           | 28          | 3           | 3                     | 0                     | 1          | 1          | C1+C3                          | 3+6                            | 0+1                            | 4       | 0       | 45    | 5     |
| Sous-total            | Sous-total            | Sous-total            | 93          | 6           | 8                     | 3                     | 1          | 1          | -                              | 10                             | 1                              | 10      | 1       | 122   | 12    |
| 2016-2017             | UC Sampdoria          | Serie A               | 35          | 1           | 3                     | 0                     | -          | -          | -                              | -                              | -                              | 5       | 0       | 43    | 1     |
| 2017-2018             | UC Sampdoria          | Serie A               | 29          | 3           | -                     | -                     | -          | -          | -                              | -                              | -                              | 5       | 0       | 34    | 3     |
| 2018-2019             | UC Sampdoria          | Serie A               | 32          | 3           | 3                     | 0                     | -          | -          | -                              | -                              | -                              | -       | -       | 35    | 3     |
| 2019-2020             | UC Sampdoria          | Serie A               | 28          | 4           | 2                     | 0                     | -          | -          | -                              | -                              | -                              | -       | -       | 30    | 4     |
| Sous-total            | Sous-total            | Sous-total            | 124         | 11          | 8                     | 0                     | -          | -          | -                              | -                              | -                              | 10      | 0       | 142   | 11    |
| 2020-2021             | Torino FC             | Serie A               | 27          | 1           | 3                     | 0                     | -          | -          | -                              | -                              | -                              | -       | -       | 30    | 1     |
| 2021-2022             | Torino FC             | Serie A               | 16          | 0           | 2                     | 0                     | -          | -          | -                              | -                              | -                              | -       | -       | 18    | 0     |
| 2022-2023             | Torino FC             | Serie A               | 32          | 1           | 3                     | 0                     | -          | -          | -                              | -                              | -                              | -       | -       | 35    | 1     |
| 2023-2024             | Torino FC             | Serie A               | 16          | 0           | 1                     | 0                     | -          | -          | -                              | -                              | -                              | -       | -       | 17    | 0     |
| Sous-total            | Sous-total            | Sous-total            | 91          | 2           | 9                     | 0                     | 0          | 0          | -                              | 0                              | 0                              | 0       | 0       | 100   | 2     |
| Total sur la carrière | Total sur la carrière | Total sur la carrière | 374         | 17          | 25                    | 3                     | 1          | 1          | -                              | 10                             | 1                              | 20      | 1       | 430   | 23    |

## Palmarès
Il remporte avec le Lech Poznań le championnat de Pologne en 2015 et la Supercoupe de Pologne en 2015.